# Кох, Георг Карл
Георг Карл Кох (нем. Georg Carl Koch; 27 февраля 1857, Берлин, Германская империя – 3 ноября 1927, Берлин, Веймарская республика) – немецкий живописец, рисовальщик и литограф, книжный иллюстратор, педагог, профессор живописи.

## Биография
Родился в семье художников. Его отец и младший брат были художниками. Первые уроки живописи получил у отца, затем поступил в Прусскую академию художеств, где его учителями были Карл Штеффек, Пауль Фридрих Мейерхайм и Карл Гуссов.
Дебютировал на выставке Прусской академии художеств в 1874 году , где выставил свою картину «Лесная охота на оленей». После завершения учёбы создавал панорамы и диорамы в Берлине, Лейпциге, Дрездене и других городах. Позже обратился к анималистике, преимущественно сосредоточившись на лошадях, хотя большинство этих работ представляют собой сцены охоты или сражений. Автор ряда литографий и гравюр на дереве.
С 1896 по 1927 год был членом Прусской академии художеств.
В 1899 году получил звание профессора. В 1914 году – заведующий кафедры анималистической живописи Берлинского университета искусств.
В числе его известных учеников Эрнст Хонигбергер.

## Галерея

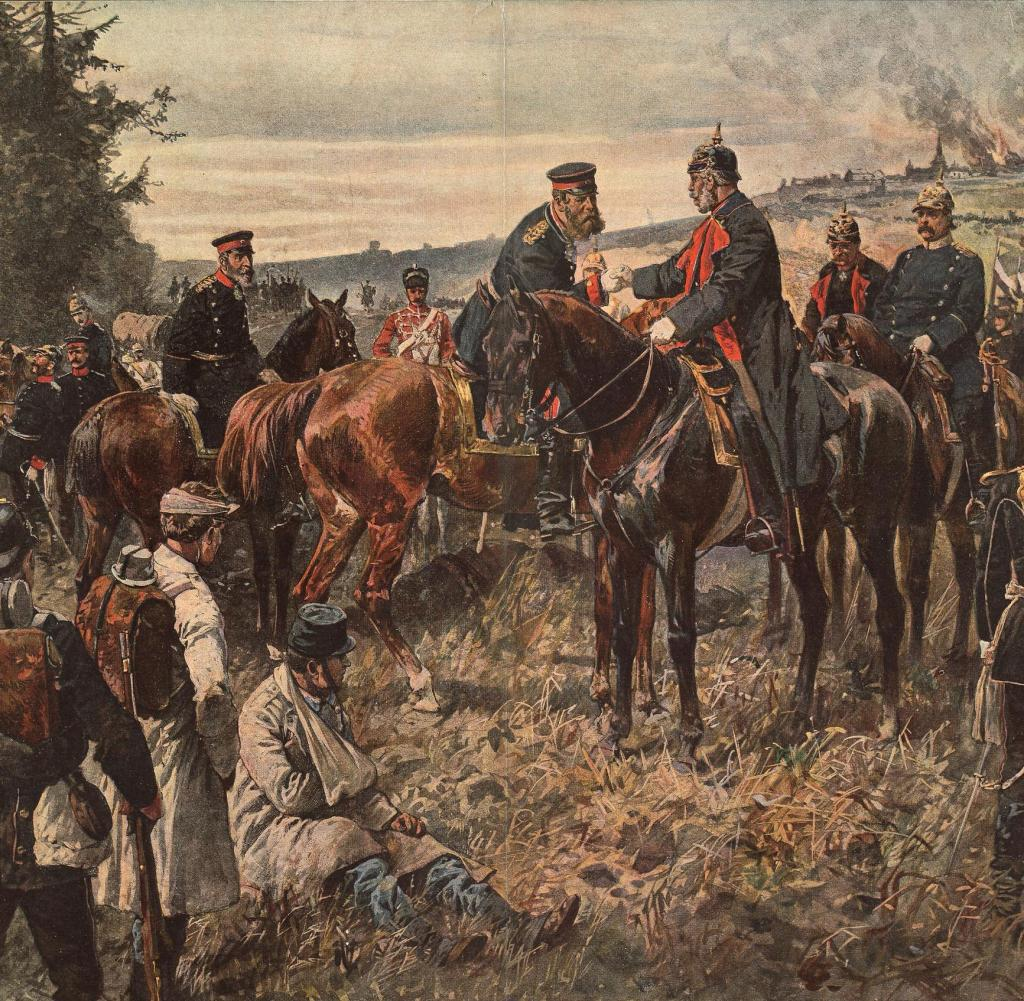
Кайзер Вильгельм II вручает орден своему сыну Фридриху на поле битвы при Кениггрец
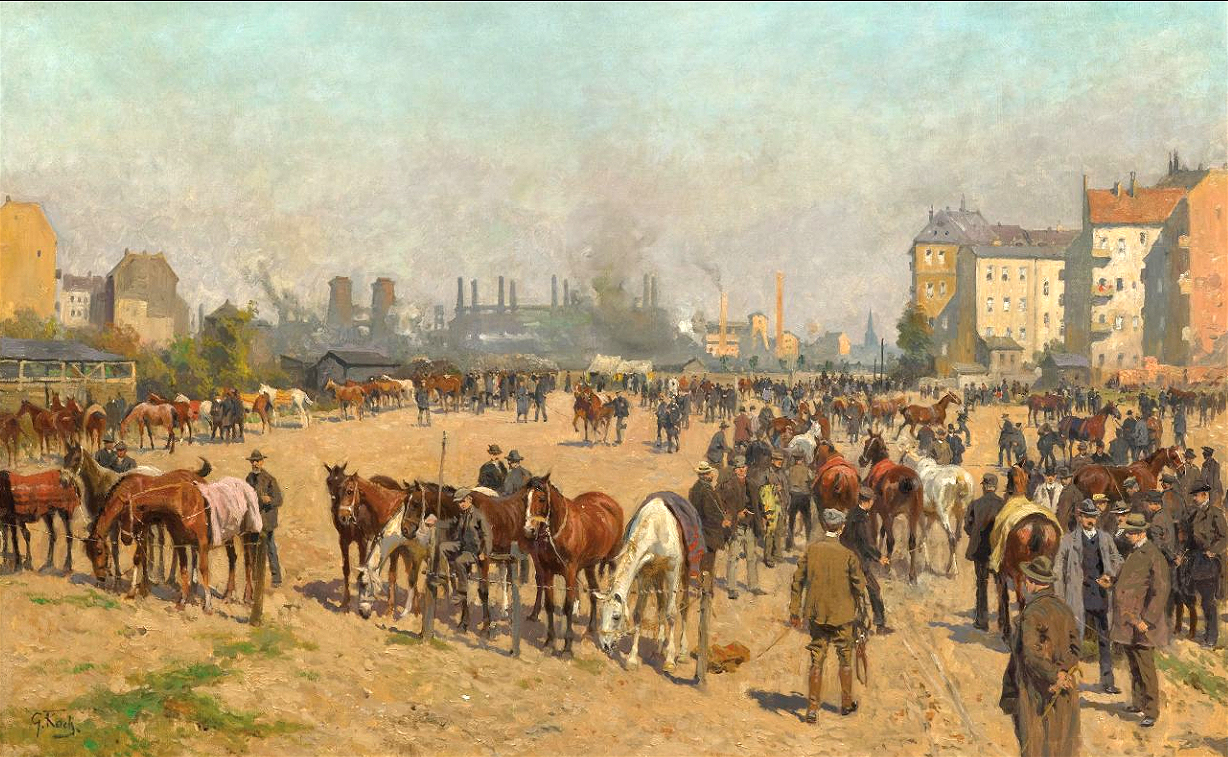
Конный базар в Берлине
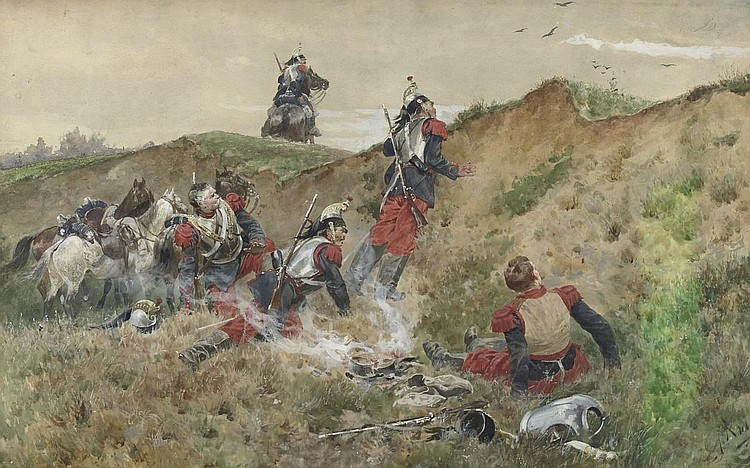
Прусские солдаты в укрытии
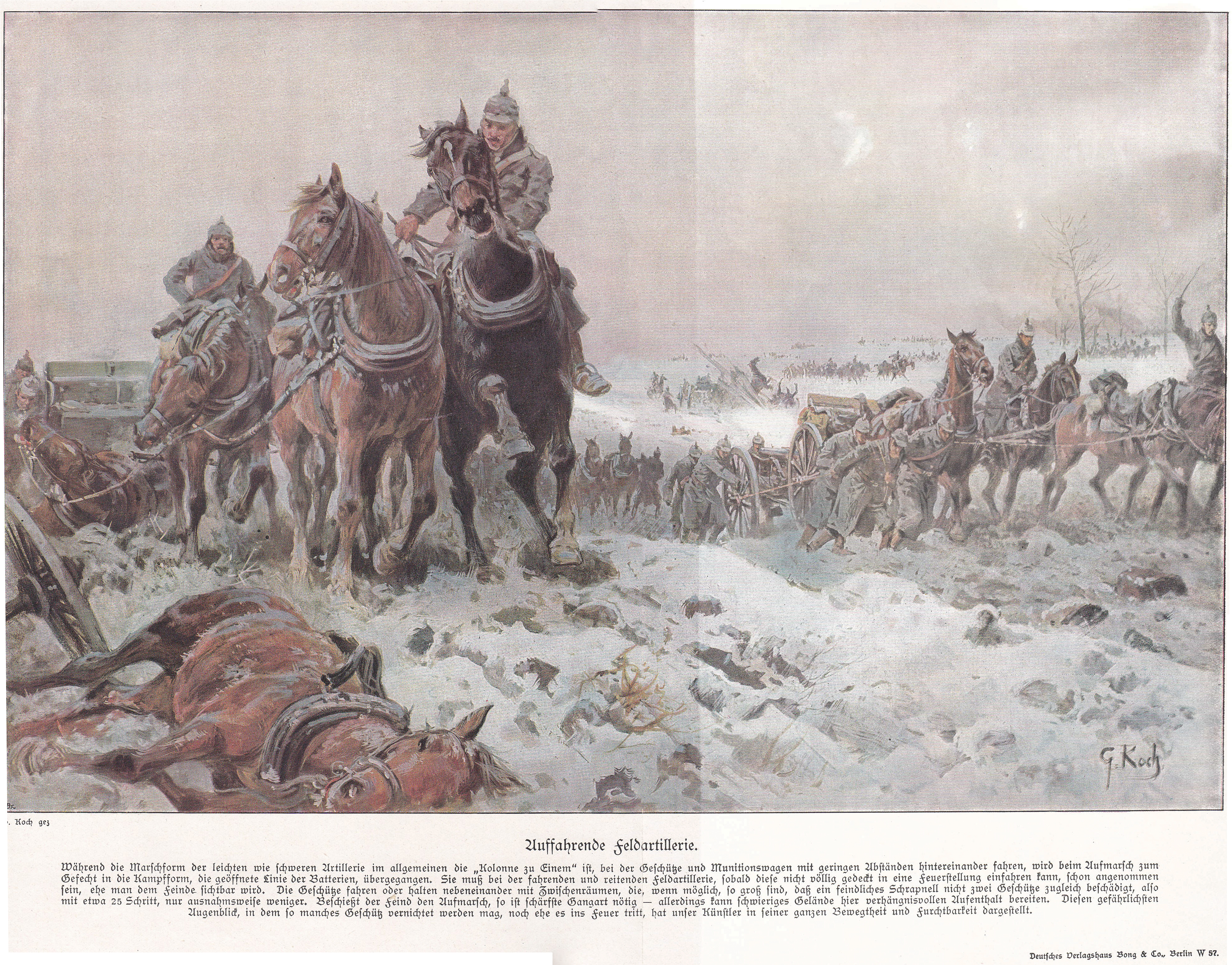
Зимний марш артиллерии
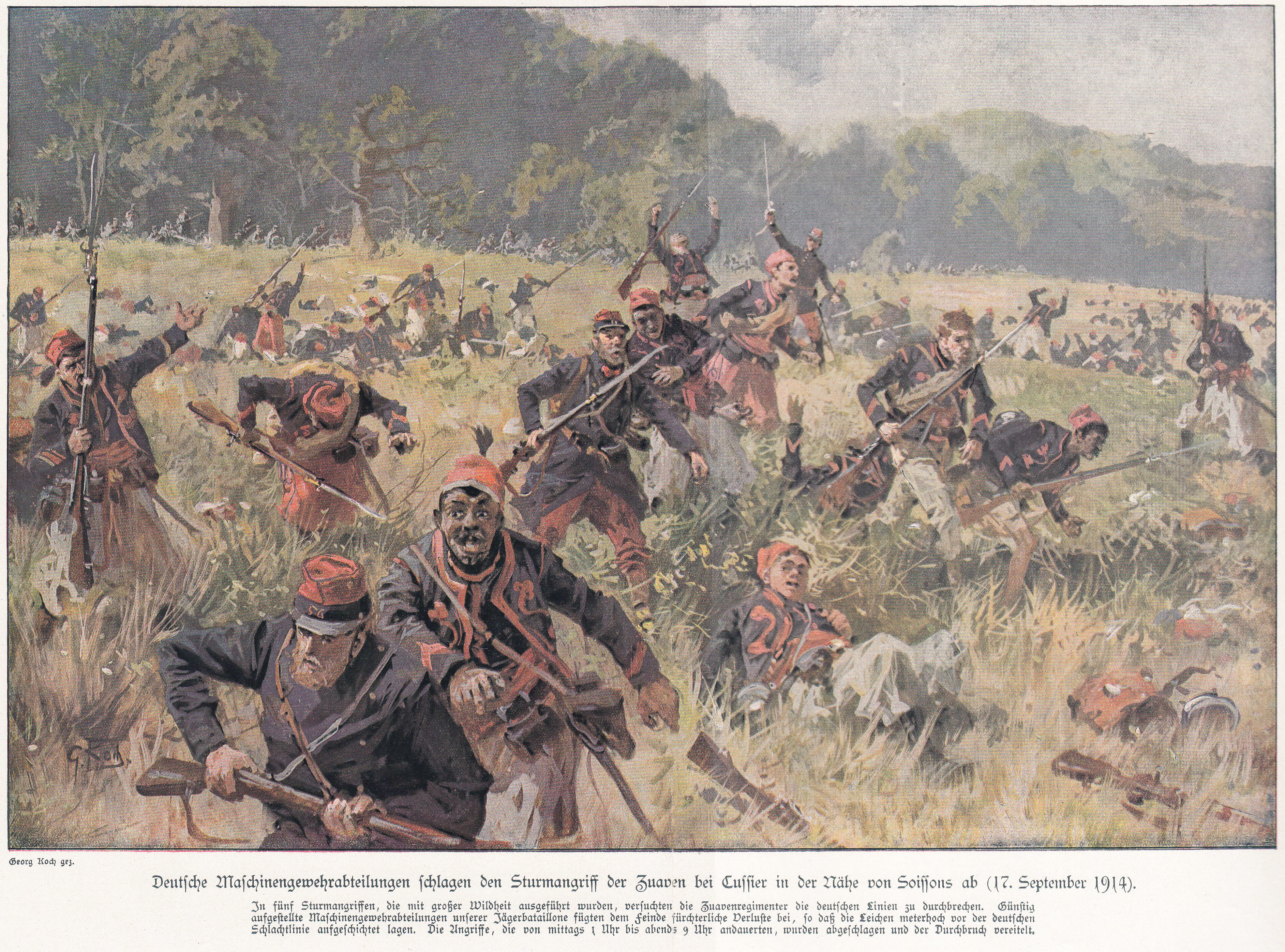
Сцена Первой Мировой войны
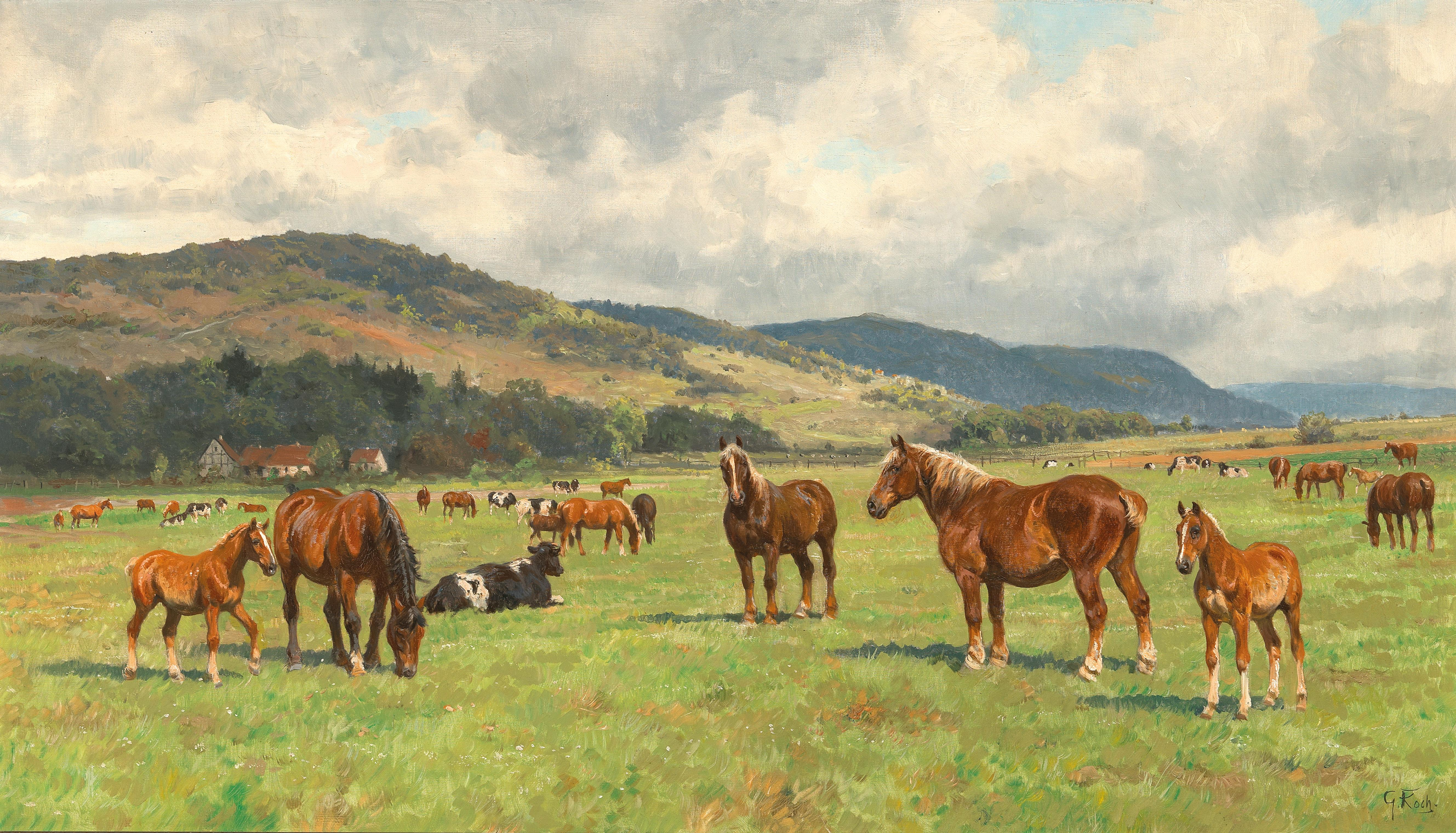
Пасущиеся лошади и коровы
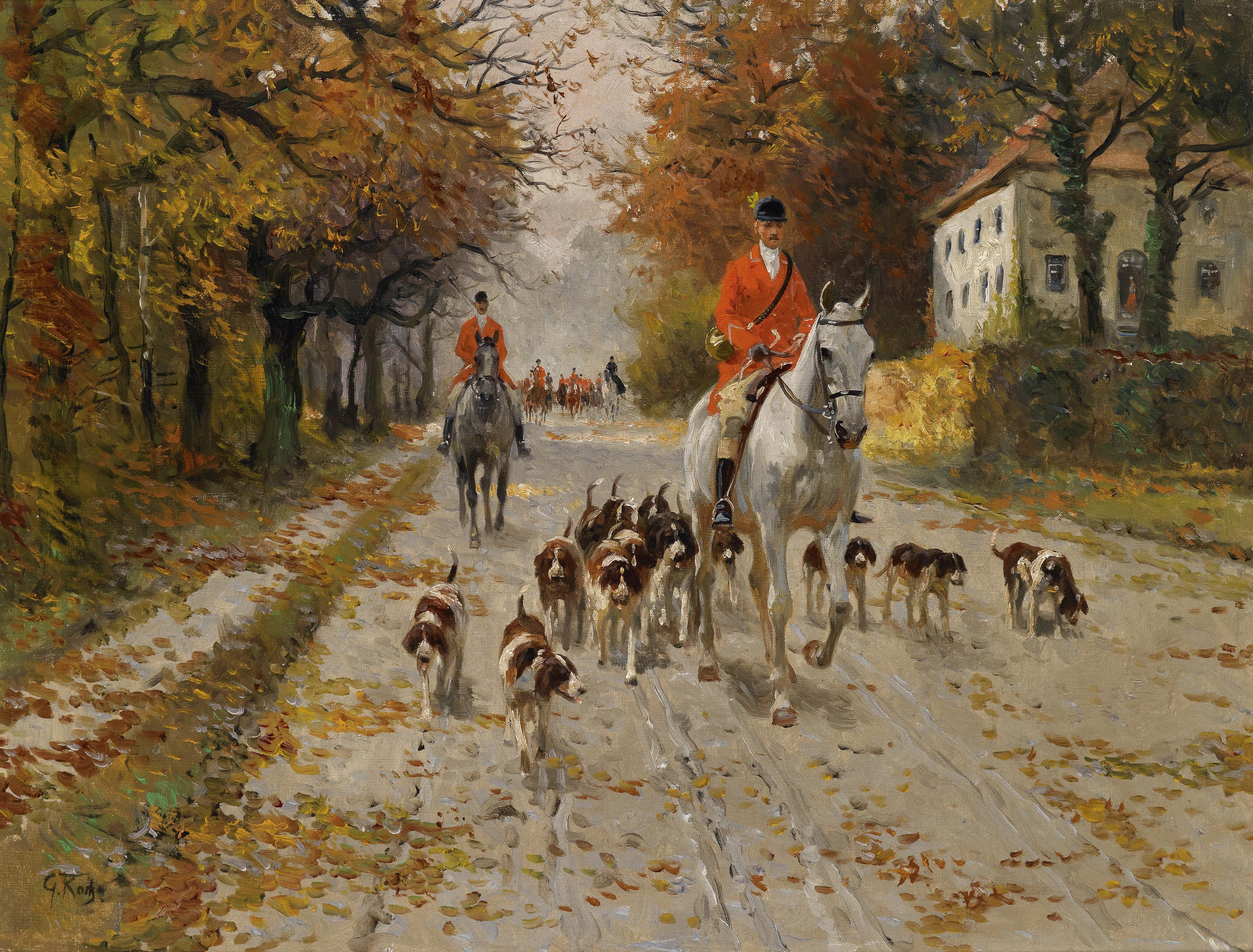
Выезд на охоту
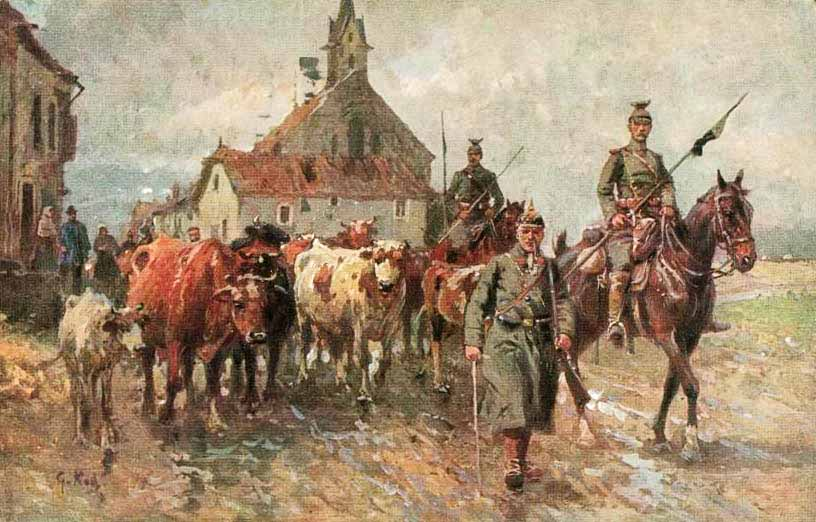
Сцена франко-прусской войны. Реквизиция